# Ponte di Albiano Magra
Der Ponte di Albiano Magra war eine Brücke über den Fluss Magra im Nordwesten Italiens. Sie war Teil der Staatsstraße SS 330 bzw. der Provinzstraße SP 70, die La Spezia in der Region Ligurien mit der Provinz Massa-Carrara in der Toskana verbindet. Die Brücke verband den Ortsteil Albiano Magra der Gemeinde Aulla mit der auf der anderen Flussseite befindlichen Strada Statale 62 della Cisa. Direkt an diesem östlichen Brückenkopf liegt zudem der ehemalige Bahnhof Caprigliola-Albiano der Pontremolibahn; der Streckenabschnitt zwischen Aulla und Santo Stefano di Magra ist allerdings heutzutage stillgelegt. Die Brücke stürzte am 8. April 2020 ein.

## Geschichte

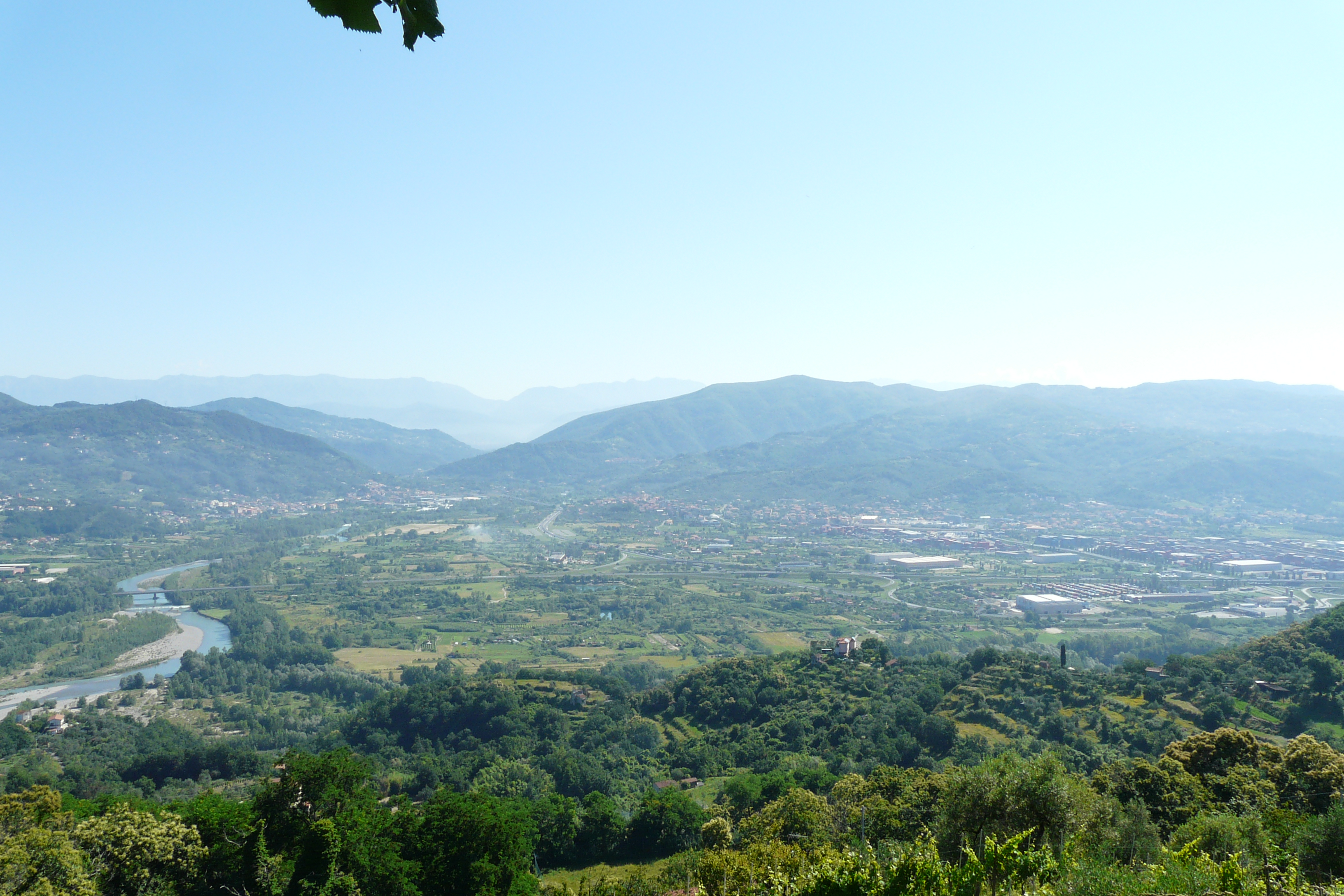
Lage: Taleinschnitt zwischen Albiano Magra und Santo Stefano di Magra mit Flussebene am Zusammenfluss mit der Vara in Bildmitte. A15 und A12.

Die Brücke wurde nach einer Ausschreibung 1904 von dem Ingenieur Attilio Muggia konstruiert und von 1906 bis 1908 durch das von Muggia und seinem Assistenten Nino Ferrari gegründete Bauunternehmen Società per la costruzione del Ponte Caprigliola Albiano ausgeführt. Sie war eine der ersten in Italien gebauten Stahlbetonbrücken, ihr Bau erforderte 3000 Tonnen Zement und 220 Tonnen Stahl. Am Bau waren etwa 300 Arbeiter beteiligt. Die Brücke wurde am 25. Oktober 1908 eingeweiht, nachdem die Arbeiten „strengen statischen und dynamischen Belastungstests mit Schienenfahrzeugen, einer Dampfstraßenbahn und einer Hochleistungsfahrlokomotive unterzogen“ worden waren.
Am Ende des Zweiten Weltkriegs wurde die Brücke während der alliierten Frühjahrsoffensive in Italien 1945 von den sich zurückziehenden deutschen Truppen vermint und bei der Sprengung teilweise zerstört. Nur die vier Pfeiler blieben stehen und wurden beim späteren Aufbau wiederverwendet. Der Wiederaufbau erfolgte 1949 durch das Bauunternehmen Nino Ferrari, das bereits die erste Brücke gebaut hatte. Die neue Brücke wurde von Arrigo Carè und Giorgio Giannelli entworfen.
Die Brücke wurde zwischen 2000 und 2018 von der Provinz Massa Carrara verwaltet. Im Dezember 2018 ging die Verantwortung zusammen mit der für weitere 1300 Brücken in ganz Italien (und 3500 Straßenkilometern) auf die Infrastrukturgesellschaft Azienda Nazionale Autonoma delle Strade S.p.A. (ANAS) über.

## Brückeneinsturz
Am 8. April 2020 stürzte die Brücke um 10:14 Uhr ein. Nachdem eines der Brückenfelder nachgegeben hatte, stürzten auch die anderen vier Felder nacheinander ein. Aufgrund von weitreichenden Ausgangssperren im Rahmen der COVID-19-Pandemie in Italien befanden sich zum Unglückszeitraum nur zwei Kleintransporter auf der sonst vielbefahrenen Brücke, dabei wurde nur einer der beiden Fahrer verletzt. Nach dem Unglück trat an der Brücke Gas aus, da beim Einsturz die Versorgungsleitung für den Ortsteil Caprigliola zerstört wurde.
Erste Warnungen zur Stabilität der Brücke hatte es bereits im Jahr 2013 gegeben. Auch Bilder von Google Maps zeigen über mehrere Jahre deutliche Risse in der Fahrbahndecke. Von Autofahrern wurden 2019 speziell nach einer Schlechtwetterphase Risse in der Fahrbahndecke gemeldet. Die Techniker der ANAS versicherten nach einer Inspektion der Brückenschäden im November 2019, es gebe keine strukturellen Probleme, sondern nur ästhetische Beeinträchtigungen. Der Verkehr brauche nicht eingeschränkt zu werden.
Nach dem Unglück forderte die Ministerin Paola De Micheli einen detaillierten Bericht der Betreibergesellschaft ANAS an. Am 21. April 2020 wurde im Rahmen der Untersuchung des Einsturzes eine Liste von 17 beschuldigten Sachverständigen und Managern veröffentlicht.

## Maßnahmen und Wiederaufbau

Lage der Brücke (roter Pfeil) und der möglichen Ausweichstrecke über die Autobahn A15

Ende April 2020 wurde von ANAS vorgeschlagen, bis zur Fertigstellung einer neuen Brücke eine provisorische Behelfsbrücke parallel zur alten Brücke zu erstellen. Der Verzicht auf ein Ausschreibungsverfahren würde zu einer erheblichen Zeitersparnis führen, so dass bei Baubeginn im Mai die Bauzeit bis zur Eröffnung der provisorischen Brücke mit nur 180 Tagen anzusetzen sei. Die Behelfsbrücke sollte aus einem 100 Meter langen Damm und einer 150 Meter langen Bailey-Brücke bestehen, die von zwei Widerlagern und zwei Pfeilern getragen würde, und für alle Arten von Fahrzeugtypen (inkl. Schwerlastverkehr) dienen, bis die neue Brücke fertiggestellt sei und die Behelfsbrücke wieder entfernt würde.
Zahlreiche Bewohner der Region befürchteten, dass eine provisorische Brücke schnell zu einer dauerhaften Einrichtung werden könne. Sie bevorzugten als Übergangslösung den Bau einer Rampe und eines Anschlusses an die nahegelegene Autobahn A15. Diese Maßnahme würde nach damaligen Plänen deutlich schneller erfolgen können als der Bau einer provisorischen Behelfsbrücke. Entsprechend wurde am 25. Mai 2020 auf einem von Enrico Rossi (Präsident der Region Toskana) einberufenen Treffen beschlossen, die Zufahrtsrampen zur Autobahn zu bauen und auf die provisorische Brücke zu verzichten.
Ende September, d. h. 6 Monate nach dem Einsturz, war weder mit den Arbeiten an den Rampen noch mit Aufräumarbeiten der Brückenreste begonnen worden. Der Bau der Rampen verzögerte sich aufgrund der Planungen zum genauen Verlauf (Abstand Friedhof und Einmündungswinkel an Autobahn). Die Beseitigung der Trümmer wurde durch die Justiz bis zum 5. Dezember aufgeschoben, da die Untersuchungen zur Einsturzursache noch nicht abgeschlossen waren. Zahlreiche Bürgerinitiativen bemängelten die den Flusslauf blockierenden Brückenteile, durch die bei einem Hochwasser durch herbstlichen Starkregen eine Gefährdung der Anwohner nicht auszuschließen sei. Das erste Hochwasser am 2. Oktober führte zu einer leichten Überschwemmung der Brückenreste.
In einer Videokonferenz am 18. Dezember 2020 legte der Regierungskommissar für Wiederaufbau, Fulvio Maria Soccodato, einen Plan für den Wiederaufbau vor. Danach sei geplant, im März 2021 mit dem Bau einer neuen Brücke zu beginnen. Sie solle auf der Westseite der Magra etwa in Höhe der alten Brücke beginnen und auf der Ostseite leicht nördlich der bisherigen Anschlussstelle in einem neu zu bauenden Kreisel enden. Die Brücke werde eine Länge von etwa 288 m und eine Breite von 16,9 m  aufweisen. Um die Verbindung zwischen Albiano Magra und Aulla während der Bauphase zu verbessern, sollen südlich von Albiano Magra Auf- und Abfahrten zur Autobahn A12 entstehen, die im Mai 2021 fertig gestellt sein sollen. Parallel soll die Beseitigung der Trümmer der alten Brücke erfolgen. Dabei sollen nach jetzigen Planungen etwa 30 m der alten Brücke erhalten bleiben und an einem anderen Ort wieder aufgebaut werden.
Am 22. Januar 2021 kam es beim Nebenfluss Vara zu einem starken Hochwasserereignis. Am Abend erreichte die Flut die Brückenreste in Albiano Magra. Mehrere Brückenteile und der noch immer auf der Brücke stehende Van wurden von den Wassermassen mitgerissen.
Der Bau der neuen Brücke begann pünktlich im März 2021. Am 30. April 2022 wurde die neue, Brücke Viadotto di Albiano nach einer Bauzeit von 13 Monaten offiziell eingeweiht. Zu diesem Zeitpunkt fehlt allerdings noch der Bau des neuen Kreisels auf der Westseite des Flusses.